# Navas de Estena
Navas de Estena település Spanyolországban, Ciudad Real tartományban. Navas de Estena Alcoba, Horcajo de los Montes, Los Navalucillos, Hontanar és Retuerta del Bullaque községekkel határos. Lakosainak száma 282 fő (2024).

## Népesség
A település népessége az elmúlt években az alábbi módon változott:
| Lakosok száma | 408  | 395  | 408  | 379  | 343  | 279  | 254  | 298  | 287  | 282  |
|               | 2001 | 2004 | 2006 | 2009 | 2011 | 2014 | 2016 | 2019 | 2021 | 2024 |